# Jean Maximilien Lamarque
Jean Maximilien Lamarque (n. 22 iulie 1770, Saint-Sever, Aquitaine, Franța – d. 1 iunie 1832, Paris, Franța) a fost un comandant francez din perioada Războaielor napoleoniene, care mai târziu a devenit membru al Parlamentului francez. Ca un oponent al Vechiului Regim, este cunoscut pentru repetatele asupriri aduse activităților regaliste și legitimiste. Moartea sa a fost de asemenea catalizatorul unei revolte pariziene din iunie 1832, care a format baza revoltei descrisă în romanul Mizerabilii al lui Victor Hugo. În Sfânta Elena, Napoleon a spus despre general: „Generalii care păreau destinați să se ridice erau: Gérard, Clauzel, Foy și Lamarque. Ar fi fost noii mei mareșali.” („Les généraux qui semblaient devoir s’élever, les destinées de l’avenir, étaient Gérard, Clauzel, Foy, et Lamarque. C’étaient mes nouveaux maréchaux”.)  